# Bojacá
Bojacá est une municipalité située dans le département de Cundinamarca, en Colombie.

## Démographie
Selon les données récoltées par le DANE lors du recensement de 2005, Bojacá compte une population de 8 788 habitants.

## Liste des maires
- 1995-1997 : Carlos Cabrera Barbosa
- 1998-2000 : Máximo Cubillos Guevara
- 2001-2003 : Luis Nuñez Durán
- 2004-2007 : Carlos Cabrera Barbosa
- 2008-2011 : Luis Nuñez Durán
- 2012-2015 : Luis Núñez Durán
- 2016-2019 : Juan Carlos Gaitán Chiriví. Mort en 2018, il est remplacé par Gloria Marcela Gaitán Chiriví jusqu'à la fin du mandat.
- 2020-2023 : Jhon Alberto Molina Mora[2]